# Abel Posse

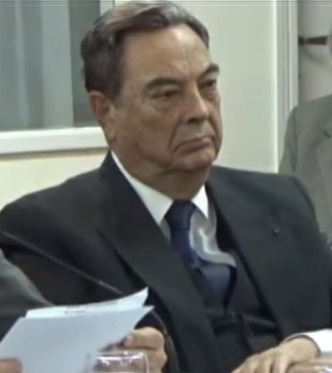
Abel Parentini Posse (2016)

Abel Parentini Posse (* 7. Januar 1934 in Córdoba; † 14. April 2023) war ein argentinischer Diplomat und Schriftsteller.

## Leben und Wirken
Bis 1959 studierte Posse Jura an der Universidad de Buenos Aires. Im Sommer 1959 ging er nach Frankreich, um dort an der Sorbonne Literatur zu studieren. Nach Beendigung seiner Studien ging er zurück in seine Heimat und ließ sich in Buenos Aires nieder.
Ab 1965 vertrat Posse sein Land als Botschafter in Moskau und wechselte 1973 in ähnlicher Position nach Venedig. Zwischen 1985 und 1988 war er Botschafter seines Landes in Jerusalem und hatte später vergleichbare Ämter in Prag, Lima und Madrid. Als Néstor Kirchner sein Kabinett zusammenstellte, war Posse für kurze Zeit als Außenminister im Gespräch.
Parallel zu seinen politischen Ämtern und Aufgaben entstand mit den Jahren ein beachtenswertes Œuvre, das allerdings nicht immer der Literaturkritik gefiel.

## Ehrungen
- 1987: Premio Rómulo Gallegos für Los perros del paraíso

## Werke (Auswahl)
Essays
- Biblioteca esential. 101 libros fundamentales de la literatura mundial, con un anexo sobre literatura argentina y rioplatense. Emecé Editorial, Buenos Aires 1991, ISBN 950-04-1120-2.
- Argentina. El gran viraje. Emecé Editorial, Buenos Aires 2000, ISBN 950-04-2162-3.
- El eclipse argentino. De la enfermedad colectiva al renacimiento. Emecé Editorial, Buenos Aires 2003, ISBN 950-04-2510-6.
- El letra grande. Encuentros con maestros de la vida y los libros. Emecé Editorial, Buenos Aires 2005, ISBN 950-04-2737-0.

Romane
- Los bogavantes. Argos Vergara, Barcelona 1982, ISBN 84-7178-402-5 (EA Buenos Aires 1970).
- La boca del tigre. Emecé Editorial, Buenos Aires 2002, ISBN 950-04-2347-2 (EA Buenos Aires 1971).
- Daimón. Emecé Editoria, Buenos Aires 1991, ISBN 950-04-0870-8 (EA Buenos Aires 1978)
- Los perros del paraíso. Buenos Aires 1983.
  - deutsche Übersetzung: Die Hunde des Paradieses. übersetzt von Ulrich Kunzmann. Aufbau-Verlag, Berlin 1993, ISBN 3-351-02076-7.
- El largo atardecer del caminante. Emecé Editorial, Buenos Aires 1992, ISBN 950-04-1219-5.
- La pasión según Eva. Buenos Aires 1994.
  - deutsche Übersetzung: Evita. Der Roman ihres Lebens. übersetzt von Susanne Lange. Eichborn, Frankfurt/M. 1996, ISBN 3-8218-0341-X.
- Los cuadernos de PRaga. Editorial Atlantida, Buenos Aires 1998, ISBN 950-08-2052-8.
- Cuando muere el hijo. Una crónica real. Emecé Editorial, Buenos Aires 2009, ISBN 978-950-04-3204-7.